# حمد الشميمري
حمد بن محمد بن علي الشميمري 1338–1437ھ (1919–2016م) هو عسكري وضابط سعودي؛ زاول نيابة هيئة الأركان العامة للقوات المسلحة السعودية برتبة فريق ثانٍ واستمر بها حتى تمت ترقيته إلى رتبة فريق أول ورئيساً لهيئة الأركان العامة خلفا للفريق عبد الله المطلق.